# Corinne Le Gal
Pour les articles homonymes, voir Le Gal.
Corinne Le Gal née le 1er juin 1961 à Gennevilliers, est une cycliste française, championne de France de la course aux points en 1990.

## Palmarès sur route
- 1990
  - 2e du Trophée des grimpeurs féminin
- 1991
  - 2e étape du Tour de la CEE féminin
- 1992
  - 2e du championnat du monde par équipes
- 1993
  - 3e du championnat de France sur route

## Palmarès sur piste

### Championnats nationaux
- 1980
  - 2e de la vitesse
- 1990
  -  Championne de France de la course aux points
  - 2e de la poursuite